# Pomarance
Pomarance est une commune de la province de Pise, dans la région Toscane, en Italie.

## Géographie
Située sur une colline à 370 m d'altitude, Pomarance domine une vaste vallée, marquée par la rivière Cecina et ses affluents. Elle est située au centre du val di Cecina (it), à la frontière entre les provinces de Pise et de Sienne.

## Histoire
- La Forteresse de Sillana du XIIe siècle.

## Administration
| Période                                  | Période  | Identité       | Étiquette          | Qualité |
| ---------------------------------------- | -------- | -------------- | ------------------ | ------- |
| 14 juin 2004                             | En cours | Maurizio Maggi | Unione Democratica |         |
| Les données manquantes sont à compléter. |          |                |                    |         |

### Hameaux
Larderello, Libbiano, Lustignano, Micciano, Montecerboli, Montegemoli, San Dalmazio, Serrazzano.

### Communes limitrophes
Casole d'Elsa, Castelnuovo di Val di Cecina, Montecatini Val Di Cecina, Monterotondo Marittimo, Monteverdi Marittimo, Radicondoli, Volterra.

## Personnalités
- Ugo Panziera (vers 1260 - vers 1330), religieux franciscain, théologien et missionnaire, auteur de traités de spiritualité, né à Pomarance.
- Niccolò Circignani dit le Pomarancio (vers 1530 - vers 1590), peintre italien maniériste, né à Pomarance.
- Son fils Antonio Circignani (1560-1620), peintre italien maniériste.